# Vžigalica
Vžigalica je lesena paličica, ki je prepojena s parafinom; uporablja se za netenje ognja. Na enem koncu ima glavo iz vžigalne snovi, ki običajno vsebuje antimonov sulfid, žveplo ali pirit kot gorivo ter kalijev klorat, ki vsebuje oksidant. Zmes je tako občutljiva, da se vžge že s trenjem na površini (škatlice) iz antimonovega sulfida, rdečega fosforja in steklenega prahu (varnostne vžigalice, švedske vžigalice). 

## Zgodovina vžigalice
Vžigalica se je razvila iz drobnih paličic z žveplom impregniranega borovega lesa, ki so jih iznašli na Kitajskem leta 577. Prvo sodobno vžigalico s samovžigom je leta 1805 izumil K. Chancel, asistent profesorja Thénarda iz Pariza. Glava vžigalice je bila sestavljena iz mešanice kalijevega klorata, žvepla, sladkorja in gume. Vžgal si jo tako, da si jo s konico potopil v majhno z žveplovo kislino napolnjeno azbestno steklenico. Taka vžigalica je bila precej draga in nevarna, zato se Chancelove vžigalice niso nikdar zares uveljavile.